# خوسيه خافيير رودريغيز
خوسيه خافيير رودريغيز (بالإنجليزية: José Javier Rodríguez)‏ هو محامي وسياسي أمريكي، ولد في 8 أغسطس 1978 في هاي بوينت في الولايات المتحدة. حزبياً، نشط في الحزب الديمقراطي. وقد انتخب عضو مجلس نواب فلوريدا.